# ابراهیم منشی‌زاده
میرزا ابراهیم خان منشی‌زاده در رمضان سال ۱۲۹۶ قمری (۱۲۵۷ هجری شمسی) در ایروان زاده شد و تا سال ۱۳۰۷ قمری (۱۲۶۸ هجری شمسی) که پدرش به ایران مهاجرت کرد، در آنجا به تحصیل مشغول بود. پس از آمدن به ایران در مدرسه دارالفنون به تحصیل مشغول شد. پس از مسموم شدن پدر به دنبال اهداف او مشغول متحد کردن صاحب‌منصبان و نشر مقالات و نوشتن نامه به ارکان نظامی مملکت و نمایاندن مفاسد قزاقخانه و رئیس روس آن گردید. او در انقلاب مشروطه مجدانه شرکت داشت. ضمناً صاحب مقامات و مناصب دولتی نیز بوده و بنیان‌گذار کمیته مجازات هم است. بعدها وی به همراه سرتیپ اسدالله خان ابوالفتح‌زاده به کلات نادری تبعید شد ولی در میان راه سمنان به دامغان به دستور حسن وثوق‌الدوله کشته شد. مأموران این‌گونه وانمود کردند که هر دو به هنگام فرار از دست آنان تیر خورده‌اند.
فرزند او داوود منشی‌زاده بعدها رهبر حزب سومکا شد.